# António da Mota
António da Mota fue un comerciante y explorador portugués, que en 1543 se convirtió en uno de los primeros europeos en pisar Japón. 

## Viaje
Mientras viajaba a Ningbó en un junco chino en 1543 (algunas fuentes dicen que 1542), Mota y el resto de la tripulación fueron arrastrados por una fuerte tormenta. Entre la tripulación había alrededor de cien asiáticos orientales y varios portugueses. Los portugueses incluidos fueron Francisco Zeimoto, António Peixoto y el propio Mota. Fernão Mendes Pinto afirmó que él también estaba en el viaje, pero esta afirmación es poco probable debido al hecho de que también afirma que estaba (más exactamente) en Birmania al mismo tiempo. Conducido por la tormenta, el barco aterriza en la isla de Tanegashima el 25 de agosto de 1543. António da Mota y Francisco Zeimoto son oficialmente los primeros europeos en suelo japonés. António Peixoto no tiene constancia de que desembarcó, y presumiblemente murió en el mar antes del desembarco. 
Mota y Zeimoto introdujeron las armas de fuego en Japón, cosa que los japoneses encontraron fascinante. A partir de entonces, los japoneses tendrían una producción en masa de armas de fuego en las décadas siguientes. El barco pronto fue reparado y António da Mota partió de Japón. El resto de su vida es desconocido. 